# Звєрезомб-Зубовський Євген Васильович
Євген Васильович Звєрезомб-Зубовський (в деякий джерелах «Звєрозомб-Зубовський» або «Звірозомб-Зубовський») (19 лютого (3 березня) 1890, Київ — 21 квітня 1967, Київ) — український радянський ентомолог, член-кореспондент АН УРСР (з 22 лютого 1939), голова Українського ентомологічного товариства, почесний член Всесоюзного ентомологічного товариства, один з організаторів справи захисту рослин в Україні і Росії.

## Біографія
Народився 19 лютого (3 березня) 1890 року в Києві. У 1916 році закінчив Київський університет. З 1923 в Києві. Працював над вивченням ентомофауни України і Південної Росії. З 1939 був заступником директора Інституту зоології АН УССР. У 1946 році перейшов на таку ж посаду в новостворений Інститут ентомології та фітопатології АН УССР (зараз Інститут захисту рослин НААН України), який він також очолював у 1949—1950 роках.
У листопаді 1950 при АН УРСР створено республіканське ентомологічне товариство з метою об'єднання наукових сил, які проводили роботи із захисту рослин; головою товариства обрано члена-кореспондента АН УРСР Звірозомб-Зубовського.

Могила Євгена Звірозомб-Зубовського

Жив в Києві в будинку вчених по вулиці Челюскінців, 15. Помер в Києві 21 квітня 1967 року. Похований на Байковому кладовищі (ділянка № 24).

## Праці
Опублікував понад 100 наукових праць про шкідників цукрових буряків, огляди комірних шкідників, праці про гризунів, зокрема про засоби боротьби з ховрахами та інше.